# My Ummah
Albums de Sami Yusuf
Al-Mu'allim
(2003) Without You
(2009)
My Ummah est le deuxième album du chanteur Sami Yusuf sorti en 2005 après Al-Mu'allim. L'album contient un mélange de différentes langues tel que l'arabe, l'anglais, le turc et l'hindi-ourdou. My Ummah est également la musique titre de l'album. La chanson Hasbi Rabbi est la chanson la plus connue de l'album, elle a été diffusée dans plusieurs pays. Plus de trois millions de disques de cet album ont été vendus.

## Composition
| #   | Titre                             | Durée |
| --- | --------------------------------- | ----- |
| 01. | My Ummah intro                    | 1.03  |
| 02. | My Ummah                          | 3.47  |
| 03. | Hasbi Rabbi                       | 4.15  |
| 04. | Ya Rasulallah                     | 4.47  |
| 05. | Try Not to Cry (Feat. Outlandish) | 4.53  |
| 06. | Muhammad                          | 6.07  |
| 07. | Make a Prayer                     | 4.45  |
| 08. | Eid Song                          | 4.56  |
| 09. | Free                              | 5.09  |
| 10. | Munajat (Arabe)                   | 4.40  |
| 11. | Mother (Arabe)                    | 4.44  |
| 12. | Muhammad Part 2                   | 3.12  |
| 13. | We Will Never Submit              | 2.25  |
| 14. | Du'a (en turc)                    | 4.40  |
| 15. | Mother (en perse, arabe et turc ) | 4.44  |